# Mancuerda
La mancuerda fue un método de tortura en el que con una fina cuerda ligada alrededor de uno de los brazos de la víctima, el ejecutor tiraba con su mismo peso o con el uso de una palanca cortando la piel y llegando al hueso.
En el tiempo de su aplicación, se creaba una especie de competencia entre los verdugos a ver quién era capaz de llevar esta tortura a su máximo exponente, pero sin matar a la víctima. En la mayoría de los casos, los individuos castigados se desvanecían del dolor.